# Theophilus Neuberger
Theophilus Neuberger, auch Theophil (* 5. Mai 1593 in Jena; † 9. Januar 1656 in Kassel) war ein deutscher reformierter Theologe und Geistlicher.

## Leben
Neuberger war Sohn des kurpfälzischen Hofpredigers Martin Neuberger und wurde wohl auf einer Reise in Jena geboren. Er studierte Theologie an der Universität Heidelberg und musste die anschließende Reise nach Westeuropa allerdings aufgrund des Todes seines Vaters abbrechen. Er legte stattdessen die Predigerprüfung ab. Nach der darauf erfolgten Ordination wurde er 1614 Pfarrer in Neuburg bei Heidelberg. Er erlangte schnell Bekanntheit als hervorragender Kanzelprediger. Bereits 1615 erhielt er einen Ruf als Hofprediger der pfälzischen Kurfürstenwitwe Luise Juliana von Oranien-Nassau nach Kaiserslautern. Am 12. Juli 1620 folgte er einem Ruf des Kurfürsten Friedrich V. nach Heidelberg.
Neuberger flüchtete in den Kriegswirren des Dreißigjährigen Krieges mit dem Hof nach Sachsen und weiter nach Berlin. 1623 wurde er als Hofprediger von Herzog Johann Albrecht II. von Mecklenburg nach Güstrow gerufen. Dort verblieb er bis Wallenstein 1628 das Herzogtum übernahm. Neuberger ließ sich in der Folge zunächst kurze Zeit als Privatmann in Berlin nieder.
Neuberger erhielt noch im Oktober 1628 einen Ruf als Hofprediger an den Hof des Landgrafen Wilhelm V. von Hessen-Kassel. Noch am 30. Oktober 1628 ließ er sich in Kassel nieder. 1631 war er Teilnehmer des Leipziger Religionsgesprächs. Als das Hochstift Fulda 1632 in den Kriegswirren an Hessen-Kassel geriet, wurde dem fürstlichen Hofprediger Neuberger durch den Kanzler Wilhelm Burchard Sixtinus die kirchliche Oberleitung über das Stift übertragen.
Neuberger wurde nach dem Tod von Paul Stein (1585–1634) am 12. Dezember 1634 durch die Geistlichen des Sprengels zum Superintendenten von Kassel gewählt. Er behielt dabei seine Stellung als Hofprediger am Hof von Hessen-Kassel und wirkte in beiden Stellungen über Jahrzehnte in Kassel.

## Werke (Auswahl)
- Newes lang gewünschtes Trostbüchlein, Aubry und Schleich, Hanau 1624.
- Leichenpredigt auf Herzogin Elisabeth, die zweite Ehefrau von Herzog Johann Albrecht II. zu Mecklenburg. Güstrow 1626.
- Leichenpredigt auf Dorothea, geb. von Bülow, Ehefrau des Geheimen Rats Otto (von) Preen. Güstrow 1627.
- Der frewdige und trostreiche GlaubensTriumph Pauli und aller Kinder Gottes, Saur, Kassel 1632.
- Soliloquia vom göttlichen Leben eines wahren Christen in dieser Welt, Schütz, Kassel 1633.
- Zungenzaum, Schedewitz, Kassel 1652.
- Glaubensspiegel, 6. Auflage, Kassel 1675.
- Wikisource: Leichenpredigt auf die Hessische Landgräfin Amalie Elisabeth, 1651 – Quellen und Volltexte